# Gare d'Houplines
Ne doit pas être confondu avec Gare d'Houplines Nouvelle.
La gare d'Houplines ou Houplines Station est une ancienne gare ferroviaire française de la ligne d'Armentières à Houplines de la Compagnie du chemin de fer d'Ostende à Armentières, puis Compagnie des chemins de fer du Nord et enfin de la Société nationale des chemins de fer français (SNCF), située sur le territoire de la commune d'Houplines, dans le département du Nord en région Hauts-de-France.

## Histoire

### La ligne ferroviaire d'Armentières à Houplines
La gare est mise en service en 1870 par la Compagnie du chemin de fer d'Ostende à Armentières jusqu'en 1881 quand la gare et la ligne d'Armentières à Houplines sont cédées à l'État français à la suite du rachat de la compagnie par les Chemins de fer de l'État belge. L'État français en confie cependant l'exploitation provisoire à la Compagnie des chemins de fer du Nord qui en devient définitivement propriétaire en 1883 à la suite d'un accord entre l'État et cette dernière. En 1938, la Société nationale des chemins de fer français devient propriétaire de la ligne jusqu'à son déclassement en 1991.

### Le tramway d'Armentières à Halluin

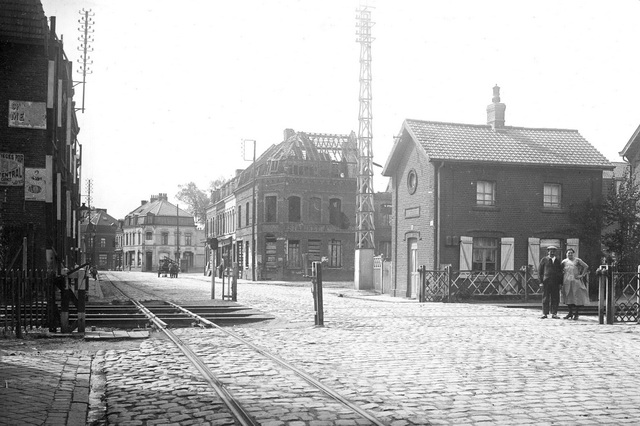
1927 Vue de la voie de la Ligne de tramway Armentières - Halluin traversant les voies de la Compagnie des chemins de fer du Nord au passage à niveau jouxtant la gare.

Entre le 23 mai 1895 et 1935, la gare est également desservie par la ligne de tramway d'Armentières à Halluin de la Société des chemins de fer économiques du Nord (CEN), celle-ci traverse les voies de la ligne d'Armentières à Houplines au niveau du passage à niveau jouxtant la gare (rue Victor Hugo).

## Patrimoine ferroviaire
La gare comprend à l'origine 4 bâtiments : 1 maison pour le garde barrière du passage à niveau de la rue Victor Hugo, 1 maison pour le chef de gare, 1 bâtiment voyageur ainsi qu'une halle à marchandises. Le bâtiment voyageur est détruit pendant la Première Guerre mondiale et est reconstruit par la suite en 1922 avec une toiture arrondie en béton. Aujourd'hui seul subsiste ce dernier.

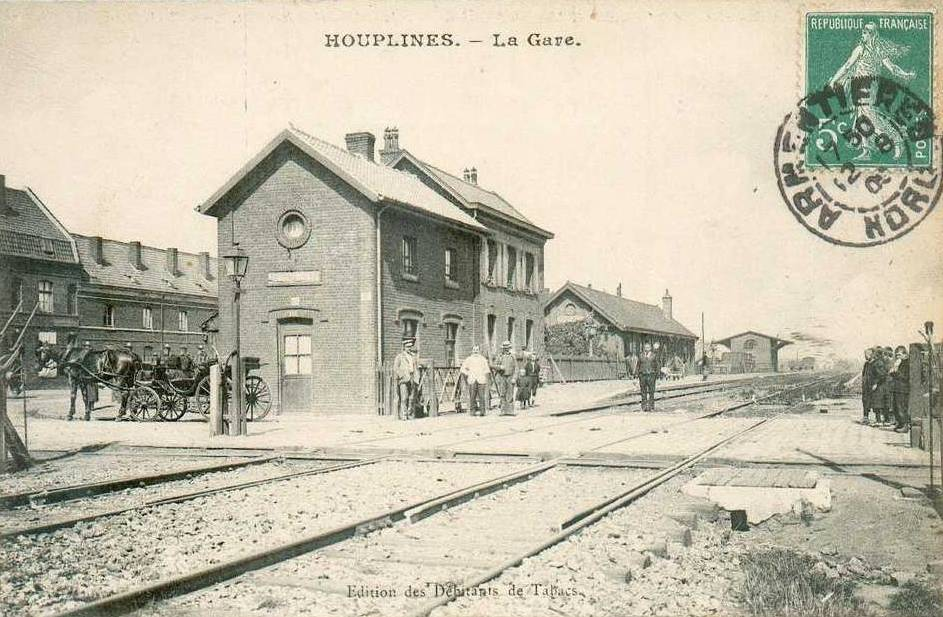
Vue d'ensemble de la gare, de gauche à droite : bâtiment du garde barrière, maison du chef de gare, bâtiment voyageur (d'origine) et halle à marchandises.
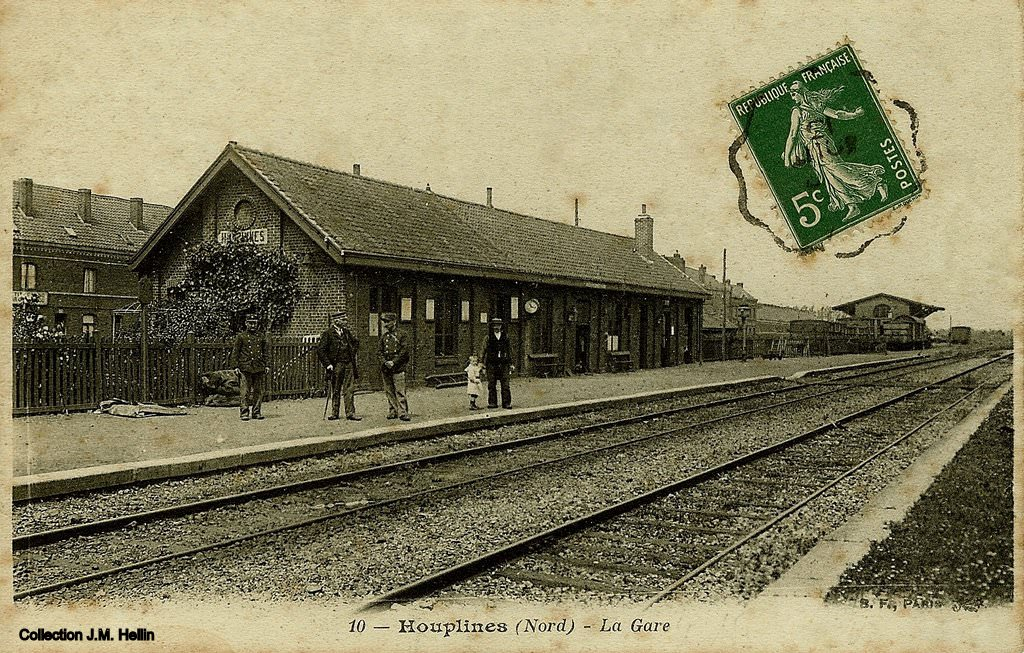
Le premier bâtiment voyageur avec au fond la halle à marchandises.
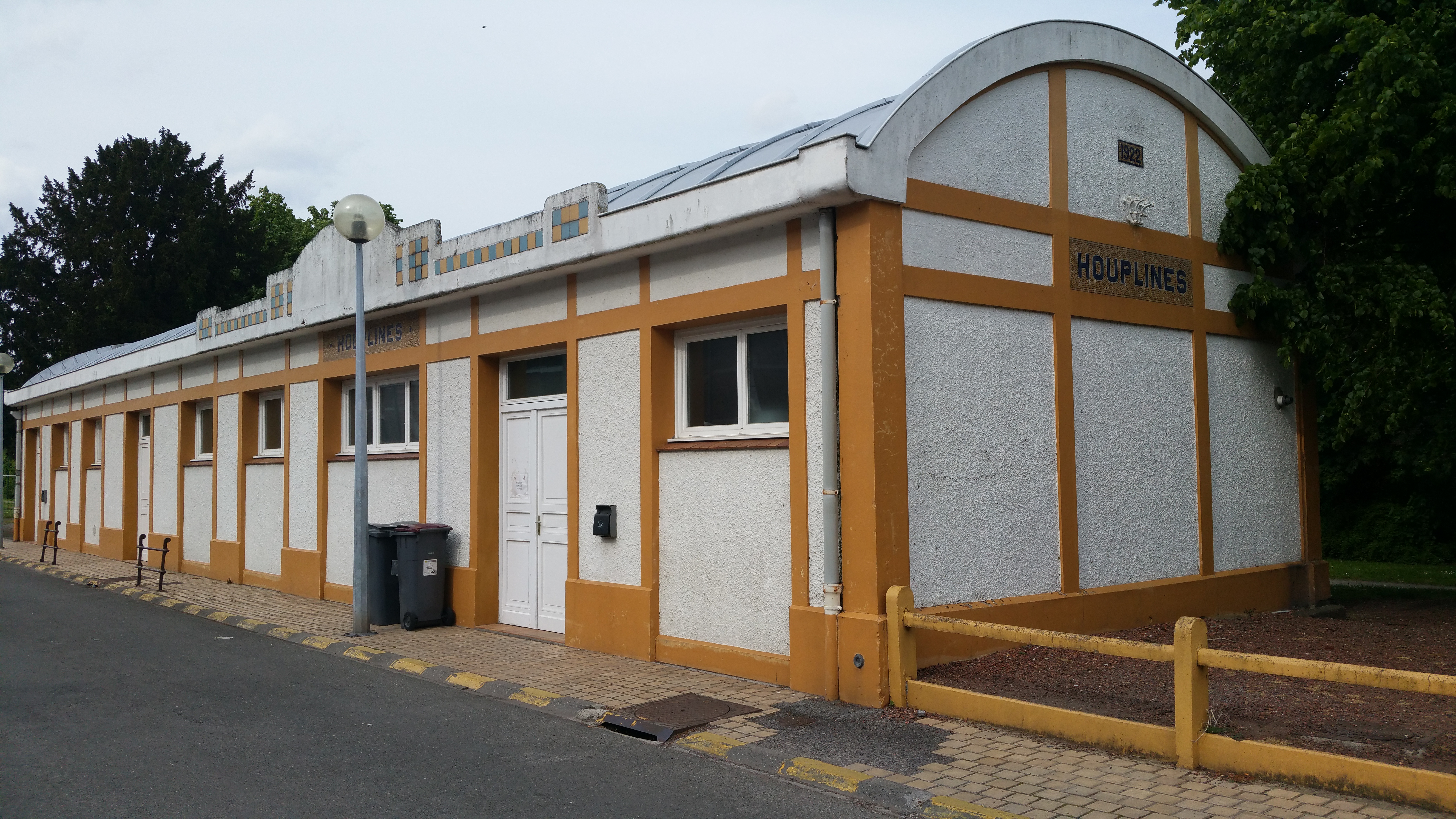
Le bâtiment voyageur reconstruit.